# 20.000 Jahre in Sing Sing
20.000 Jahre in Sing Sing ist ein US-amerikanischer Spielfilm (Gefängnisfilm), den Regisseur Michael Curtiz im Jahr 1932 für Warner Bros. inszeniert hat. Er basiert auf dem Buch Twenty Thousand Years in Sing Sing von Lewis E. Lawes, der lange Jahre als Wachmann in Sing Sing arbeitete.

## Handlung
Tom Connors ist ein hartgesottener, nassforscher und arroganter Gangster, der seine langjährige Haftstrafe im Hochsicherheitsgefängnis Sing Sing zunächst mit unerschütterlichem Selbstbewusstsein antritt und den Reportern und Neugierigen gegenüber, die sich zu seiner Einlieferung einfinden, wie ein Star auftritt. Der Widerstand, den er anschließend den Aufsehern entgegenbringt – er weigert sich, die für ihn zu große Gefängnisuniform anzuziehen –, wird mit Härte beantwortet. Tom landet, nur mit seiner Unterwäsche bekleidet, im Kühlhaus, später in Einzelhaft und bei der Zwangsarbeit. Als seine Mitinsassen einen Ausbruch vorbereiten, lehnt er eine Teilnahme ab, weil der an einem Sonnabend stattfinden soll. Der einzige Mensch, dem er echte Gefühle entgegenbringt, ist seine Geliebte Fay.
Unter dem Einfluss des Gefängnisleiters jedoch, der ihm ebenso hart wie gerecht begegnet und dem er darum anfangs besonders scharfen Widerstand entgegenbringt, entwickelt Tom sich nach und nach zum Musterhäftling, eine Entwicklung, die abrupt abbricht, als Fay verunglückt und mit dem Tode ringt. Tom erhält die Erlaubnis, sie in ihrer Wohnung zu besuchen, und gibt sein Ehrenwort, danach sofort ins Gefängnis zurückzukehren.
Bei Fay erfährt er, dass sie aus einem fahrenden Auto gesprungen ist, um sich vor der Zudringlichkeit seines verbrecherischen Anwaltes in Sicherheit zu bringen. Als der Anwalt mit Tom handgreiflich wird, erschießt Fay ihren Peiniger. Tom nimmt die Schuld für ihre Tat auf sich und flieht. Als er später in der Zeitung liest, dass der Gefängnisleiter, dem er seinen Freigang verdankt, entlassen worden ist, kehrt er jedoch freiwillig nach Sing Sing zurück.
Tom wird wegen seines vermeintlichen Mordes an dem Anwalt angeklagt und zum Tode verurteilt. Fay macht ein Geständnis, findet, da Tom alle Schuld auf sich nimmt, aber keinen Glauben.

## Produktion und Rezeption

### Produktionsgeschichte
Nachdem Warner Bros. Michael Curtiz mit der Inszenierung des Films beauftragt hatten, wandte er sich an die Fox Film Corporation, die Spencer Tracy fest unter Vertrag hatte, mit der Bitte um einen Loan-Out. Das Drehbuch basierte auf einem Roman von Lewis E. Lawes, der als Aufseher im Hochsicherheitsgefängnis Sing Sing gearbeitet und die Handlung seines Bestsellers dort angesiedelt hatte. Obwohl der Film die Atmosphäre von Sing Sing authentisch beschreibt – dies trifft besonders auf die Eröffnungssequenz zu –, trägt der Film im Übrigen doch eher der Dramaturgie der Gefängnisfilme der frühen 1930er Jahre Rechnung als den wirklichen Gegebenheiten des amerikanischen Strafvollzugs. Die Außenaufnahmen fanden auf dem Gelände von Sing Sing in Ossining statt, alle übrigen Aufnahmen wurden auf dem Studiogelände der Warner Bros. in Los Angeles gedreht, viele davon in Dekorationen, die auf Fotos von den wirklichen Örtlichkeiten in Ossining basierten.
Dass Curtiz gerade Spencer Tracy als Hauptdarsteller auswählte, war kein Zufall. Tracy hatte als Gefangenendarsteller bereits 1930 die Aufmerksamkeit der Filmindustrie erregt, als er am Broadway in dem Stück The Last Mile auftrat und dort von John Ford entdeckt und als Darsteller für seinen Ausbrecherfilm Flussaufwärts (1930) rekrutiert wurde. Da Warner Bros. in dieser Zeit mit Gangsterfilmen wie Der öffentliche Feind (1931, mit James Cagney) oder Der kleine Caesar (1931, mit Edward G. Robinson) großen Erfolg hatte, sah die Fox Film Corporation, die ähnlich populäre Filme zu produzieren plante, Spencer Tracy zunächst als Darsteller von tough guys (Gangstern) vor, setzte ihn dann jedoch tatsächlich nur zweimal in entsprechenden Rollen ein (Quick Millions, 1931, und Disorderly Conduct, 1932). Erst mit 20.000 Jahre in Sing Sing kam Tracy wieder als tough guy heraus.

### Kinoauswertung und Kritik
Die amerikanische Uraufführung erfolgte am 24. Dezember 1932. Nach Auffassung der Kritik bestand die Stärke des Films vor allem in Tracys schauspielerischer Leistung, der in der Rolle des Tom viele Szenen spielte, in denen er brütend allein in seiner Zelle saß und eine Intensität des Ausdrucks bot, die den Zuschauern lange im Gedächtnis blieb. Tracy galt nach diesem Auftritt als einer der besten Darsteller des amerikanischen Kinos.